# Khaju

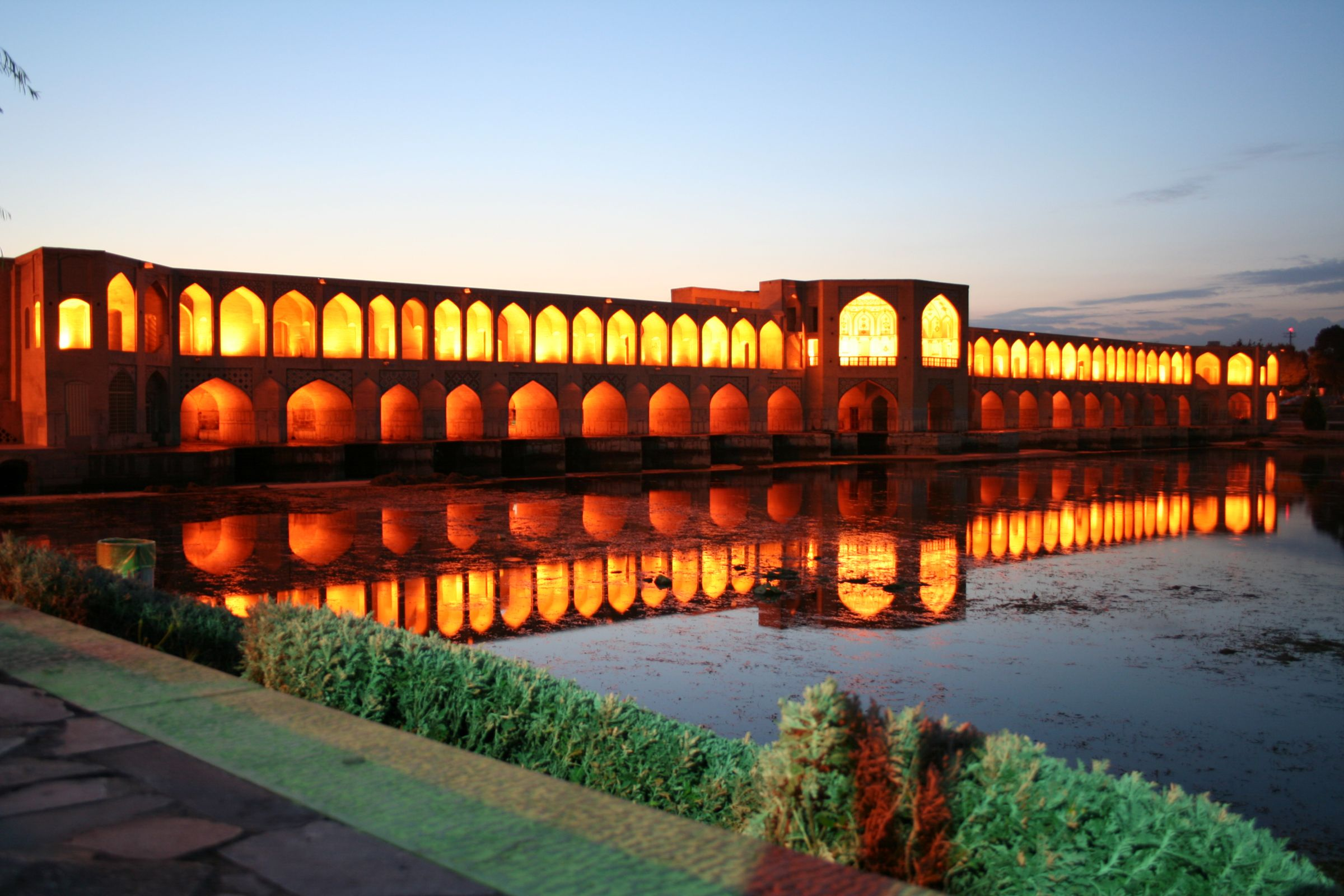
Bron Khaju.

Khaju (persiska: پل خواجو) är en bro i provinsen Esfahan i Iran. Ordet khaju betyder stor/storman och bron fick det namnet efter de safavidiska stormännens smeknamn.